# Fuyu (ort)
Fuyu är en ort i Kina. Den ligger i provinsen Jilin, i den nordöstra delen av landet, omkring 150 kilometer norr om provinshuvudstaden Changchun. Antalet invånare är 138 704.
Runt Fuyu är det ganska tätbefolkat, med 90 invånare per kvadratkilometer. Fuyu är det största samhället i trakten. Runt Fuyu är det i huvudsak tätbebyggt.
Genomsnittlig årsnederbörd är 692 millimeter. Den regnigaste månaden är juli, med i genomsnitt 176 mm nederbörd, och den torraste är januari, med 5 mm nederbörd.